# Erjos
Erjos es una de las entidades de población que conforman el municipio de Los Silos, en la isla de Tenerife —Canarias, España—.

## Características
Se localiza a 14,2 km del casco urbano de Los Silos y aquí se encuentra la altitud máxima del municipio, la elevación de Piedras Altas de 1273 metros de altitud.
Erjos se encuentra urbanísticamente unido al barrio homónimo del municipio de El Tanque, del que se encuentra separado por la calle de La Unión.

## Historia
En época guanche, el lugar cumplió una importante función económica gracias a las riquezas de sus recursos, transitando por aquí los caminos de trashumancia del pastoreo. Esta zona fue objeto de repartimientos a inicios del siglo XVI a raíz de la conquista y colonización europea de la isla, recibiendo una gran cantidad de tierras Juan de Saucedo, jurado de Tenerife, síndico personero y diputado a la Corte. 
En el siglo XVII predominó el cultivo de cereales, destinado a abastecer a las áreas deficitarias de este que estaban centradas en el cultivo de la viña. 
En las Constituciones Sinodales del obispo Pedro Dávila y Cárdenas, en 1737, se menciona el caserío con 21 vecinos (105 habitantes). A mediados del siglo XIX la agricultura cerealera canaria entra en crisis y parte importante de la población comienza a emigrar a América, proceso que continuó hasta mediados del siglo XX.

## Demografía
| Año        | 2000 | 2005 | 2010 | 2015 | 2020 | 2023 |
| ---------- | ---- | ---- | ---- | ---- | ---- | ---- |
| Habitantes | 246  | 294  | 283  | 225  | 209  | 121  |

## Economía

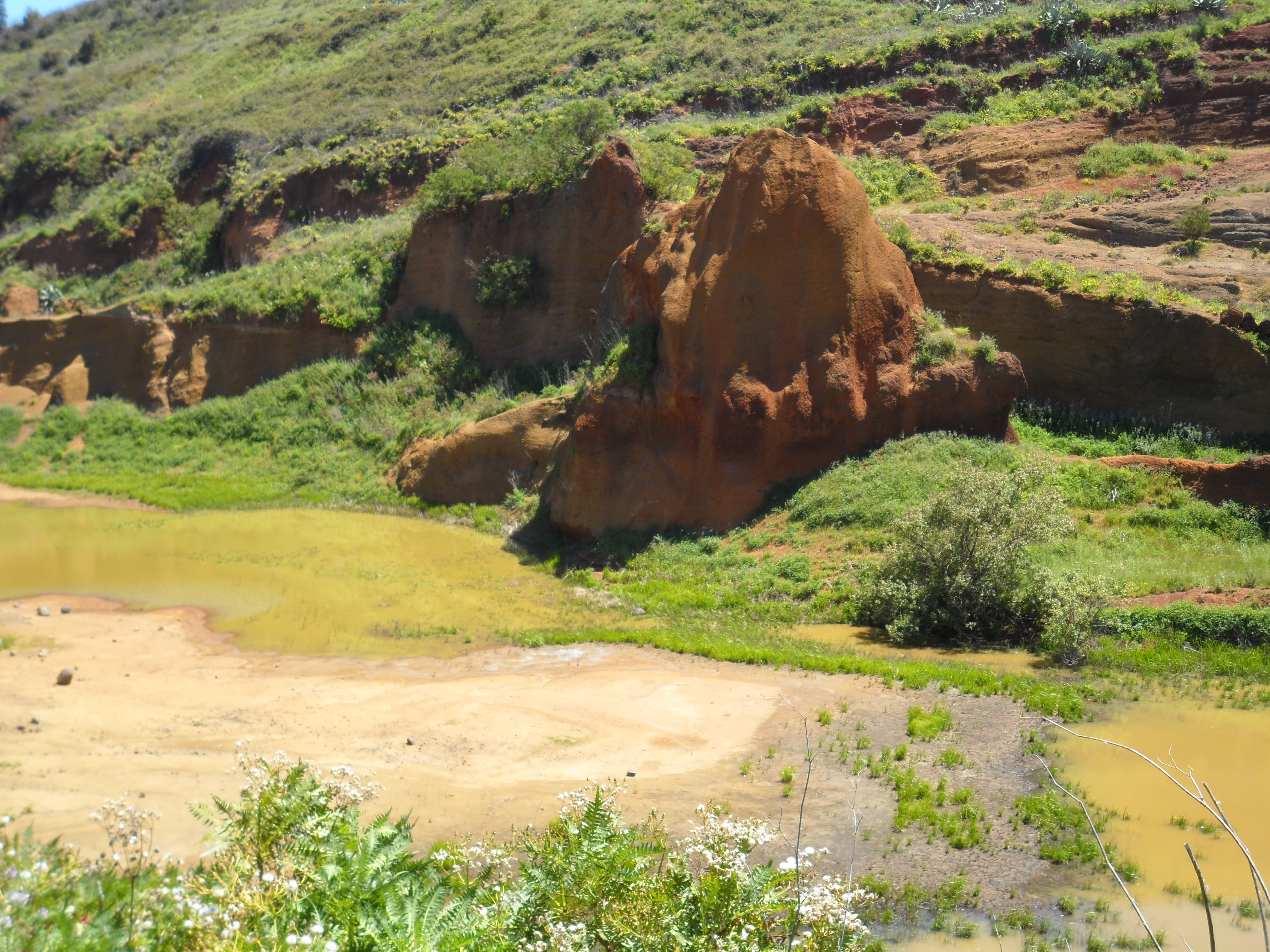
Antiguas minas de tierra, hoy convertidas en las Charcas de Erjos.

Se trata de un núcleo fundamentalmente agrícola, especialmente en agricultura de secano y a la ganadería si bien estas actividad se encuentra en decadencia.
Erjos se ha caracterizado en las últimas décadas, al igual que Ruigómez, por construir las minas de tierra, la cual, transportada en camiones, ha servido para construir explotaciones de platanera, fundamentalmente en el suroeste de la isla. Es un fenómeno de la valoración económica de la tierra en el municipio de El Tanque. Formándose lagunas en las épocas de lluvias, conocidas como Charcas de Erjos, en las cicatrices dejadas por estas extracciones.

## Comunicaciones
Se accede al barrio por la carretera general TF-82 Icod de los Vinos - Armeñime.

### Transporte público
En autobús —guagua— queda conectado mediante las siguientes líneas de TITSA:
| Línea | Trayecto                                                                | Recorrido     |
| ----- | ----------------------------------------------------------------------- | ------------- |
| 325   | Puerto de la Cruz - Acantilados de Los Gigantes (por Icod de los Vinos) | Horario/Línea |
| 360   | Icod de los Vinos - Puerto de Erjos                                     | Horario/Línea |
| 392   | Icod de los Vinos - Puerto de Erjos (por El Tanque)                     | Horario/Línea |
| 460   | Icod de los Vinos - Costa Adeje (por Guía de Isora)                     | Horario/Línea |

## Lugares de interés
- Charcas de Erjos
- Monte del Agua
- Centro de Visitantes del parque rural de Teno (actualmente cerrado)

## Galería

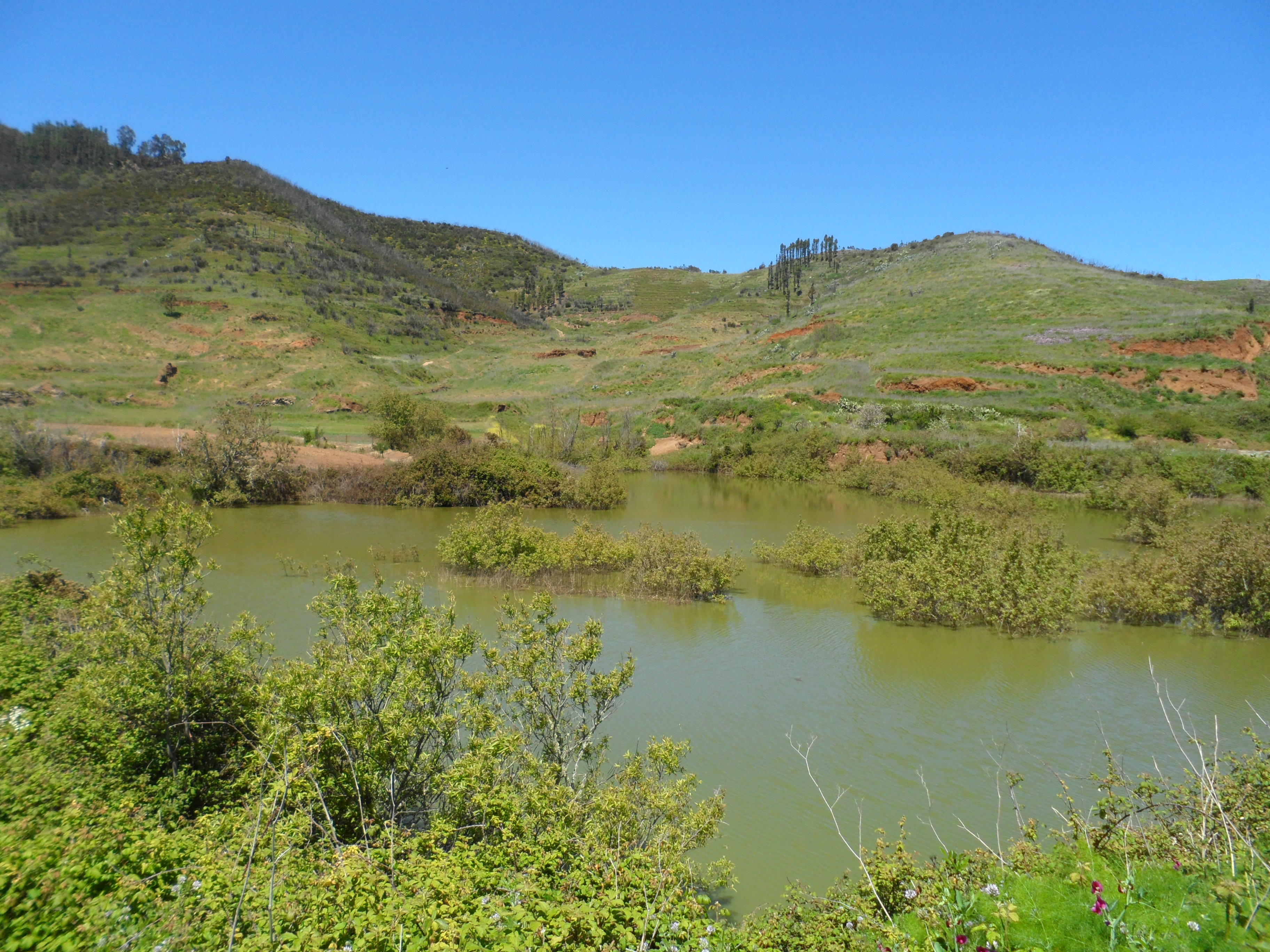
Charcas de Erjos.
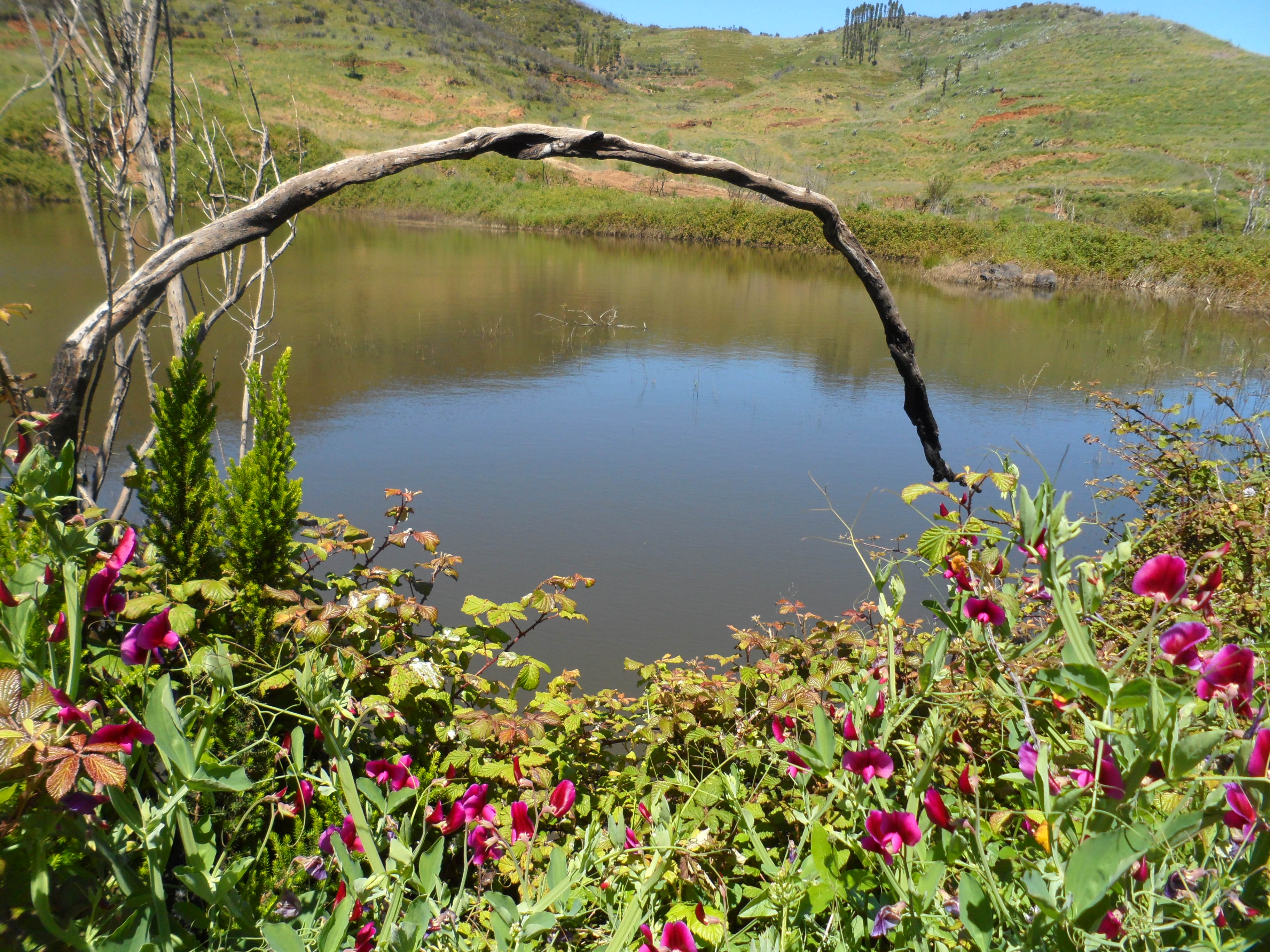
Charcas de Erjos.
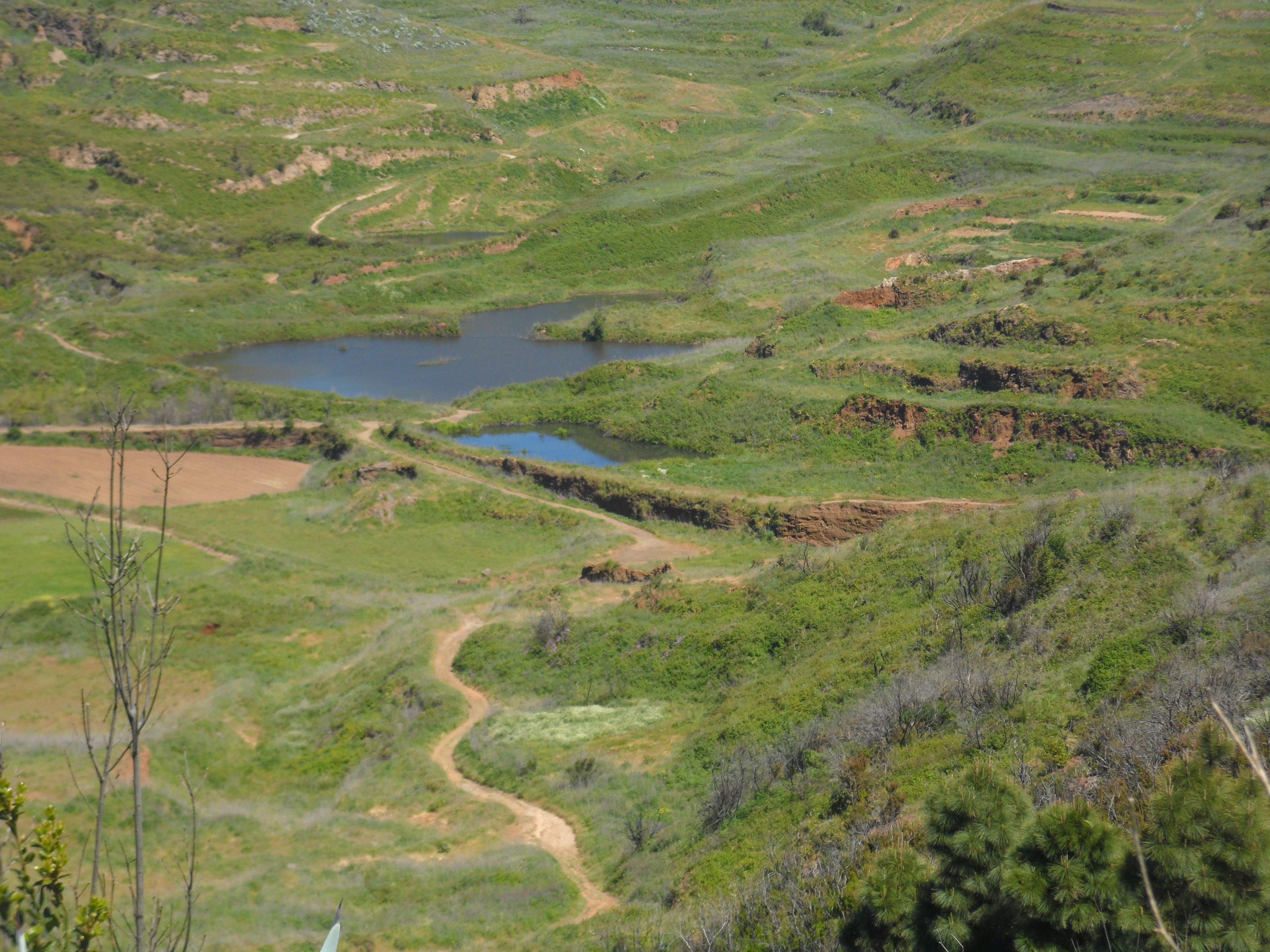
Charcas de Erjos desde la subida cumbre Bolico.